# Приватне життя (Доктор Хаус)
«Приватне життя» (англ. Private Lives)  — чотирнадцята серія шостого сезону американського телесеріалу «Доктор Хаус». Прем'єра епізоду проходила на каналі FOX 8 березня 2010. Доктор Хаус і його нова команда мають врятувати жінку, яка живе лише щоб писати про своє життя у блогах.

## Сюжет
У 27-річної завзятої блогерки Френкі виникає раптова коагулопатія. Команда вважає, що винні токсини, тому Тауб і Тринадцята обшукують квартиру. Сусід Френкі і Тейлора, хлопця пацієнтки, розповідає лікарям, що намагався поширити по будинку отруту для паціюків, але дівчина її постійно забирала. Команда починає лікування, але сеча пацієнтки стає коричневою і лікарі розуміють, що у неї почали відмовляти нирки. Команда має знайти новий діагноз, оскільки токсини не могли викликати такий симптом. Хаус наказує лікувати Френкі від гарської хвороби.
Хаус дізнається, що Вілсон знявся у декількох сценах порнофільму і вирішує познущатися з друга. Чейз перечитує блог пацієнтки і розуміє, що її нездатність збуджуватись не від того, що вона сердита на хлопця, а через синдром Шигрена. Чейз вирішує зробити сіалограму, але дівчина каже, що їй не зручно лежати на спині. Чейз розуміє, що хвороба пошкодила клапан серця. ЕХО підтверджує, що мітральний клапан майже зруйнований. Френкі потрібно замінити клапан і команда пропонує їй обирати між свинячим або пластиковим. Жінка радиться з читачами блогу і вирішує обрати пластиковий (до того ж вона вегетаріанка). Перед операцією у Френкі розривається апендикс. Команда робить біопсію і розуміє, що його клітини були вражені лімфомою. Команда пропонує розпочати експериментальне лікування, але злоякісна пухлина пробула в організмі доволі довго, тому шанси на одужання незначні.
Згодом лікування починає вбивати жінку, у неї виникає жар. Хаус розуміє, що раніше пацієнтка писала у блозі вдень, а тепер стала писати лише вночі. Команда вважає, що у неї інверсія дня і ночі, тому Хаус наказує зробити біопсію печінки. Результат показав, що орган відмовляє і команда має три дні, щоб поставити правильний  діагноз. Симптоми вказують на інфекцію і Хаус наказує почати лікування антибіотиками широкого спектра. Через деякий час Хаус питає чи кал пацієнтки плаває і має більший розмір. З позитивної відповіді команда розуміє, що у Френкі хвороба Віпла. Команда починає лікування і пацієнтка одужує.